# L'Enlèvement de Spip
L'Enlèvement de Spip de son titre original Les Noires têtes est la quinzième histoire de la série Spirou et Fantasio de Jijé. Elle est publiée pour la première fois dans Spirou du no 14/45 au no 34/45.

## Publication

### Revues
Elle est publiée pour la première fois dans Spirou du no 14/45 au no 34/45.